# Parc Emmanuel-Liais
Le parc Emmanuel-Liais est un domaine remarquable sur plus d'un hectare situé au cœur de la ville de Cherbourg dans le quartier de la Bucaille. Ancien jardin de la maison privée d'Emmanuel Liais, dessiné en 1881 et inauguré en 1885, il est légué par celui-ci à sa mort à la commune, de même que sa maison qui abrite le Muséum d'histoire naturelle, d'archéologie et d'ethnographie de Cherbourg.

## Histoire
Le premier musée de Cherbourg ouvre en 1832 dans une salle de l'hôtel de ville, réunissant notamment les collections de François-Henri Duchevreuil rachetées par la municipalité à la mort de l'érudit, et les tableaux offerts par Thomas Henry. Les collections s'enrichissent rapidement par des dons comme une stèle égyptienne de l'intendant Ptah-em-sa-ef de la XIIe dynastie ou une momie de Nésy-Khonsou-pa-khéred ainsi que des objets rapportés par les marins cherbourgeois de retour d'expédition et des colonies.
Parallèlement, Emmanuel Liais, astronome, explorateur, hydrographe et météorologue, aménage le parc de sa demeure en créant un vaste parc très arboré  avec une tour-observatoire, un plan d’eau contenant nénuphars et autres plantes aquatiques et de deux serres abritant 4 000 variétés de plantes rares sous leurs 510 m², dont une collection riche de plantes d’Amérique du Sud ramenées de ses voyages et acclimatées par Liais.
À sa mort, le domaine est légué à la ville de Cherbourg dont il a été le maire pendant 10 ans et la commune va poursuivre l’aménagement en détruisant au printemps 1908, les maisons formant l'angle de la rue de l'Abbaye et de la rue Emmanuel-Liais pour améliorer l'accès au parc. En 1909, en application de son testament, une bibliothèque est construite dans le parc de sa propriété pour la Société des sciences. Le musée sera transféré en 1910 dans l'ancienne maison familiale.
La statue d'Emmanuel Liais, crée par d'Alphonse Marcel-Jacques en 1903, y est installée; cette dernière sera détruite par l'armée allemande durant la Seconde Guerre mondiale dans le cadre de la mobilisation des métaux non ferreux. Un buste sculpté dans la pierre par Antoinette Sloïmovici est venue la remplacer sur le socle d'origine.
L'ensemble du domaine (parc, muséum, bibliothèque des sciences, serres, tour observatoire, maison du gardien) a fait l'objet d'une inscription au titre des monuments historiques par arrêté du 2 septembre 2015. 
Il est labellisé Jardin remarquable en 2020.